# Lotus herbaceus
Lotus herbaceus é uma planta herbácea perene, pertencente ao género Lotus da família Fabaceae. A espécie inclui as plantas anteriormente chamadas de Dorycnium herbaceum e Dorycnium jordanii. O período de floração se estende de Maio a Julho.

## Subespécies
Duas subespécies são reconhecidas:
- Lotus herbaceus subsp. gracilis.[2]
- Lotus herbaceus subsp. herbaceus.[3]